# АС1А
Автомотриса АС1А — двохосьова службова автомотриса, яка будувалася в СРСР з 1964 по 1980 рік..
Є подальшим розвитком автомотриси АС-1, що випускалася з 1948 по 1964 роки.

## Конструкція
Кузов автомотриси — вагонного типу з нижньою рамою. Довжина автомотриси по осям автозчеплення — 8746 мм, ширина — 2840 мм, висота 3327 мм, колісна база — 3800 мм.
Колеса чавунні з ободом, діаметром 650 мм. На автомотрисі встановлений бензиновий карбюраторний рядний шестициліндровий двигун ГАЗ-51. Цей двигун має циліндри діаметром 82 мм і розвиває при швидкості обертання вала 2800 об/хв номінальну потужність 70 к. с. Вага двигуна (суха) — 250 кг. Витрата палива при номінальній потужності — 270 г/е. к. с. г.

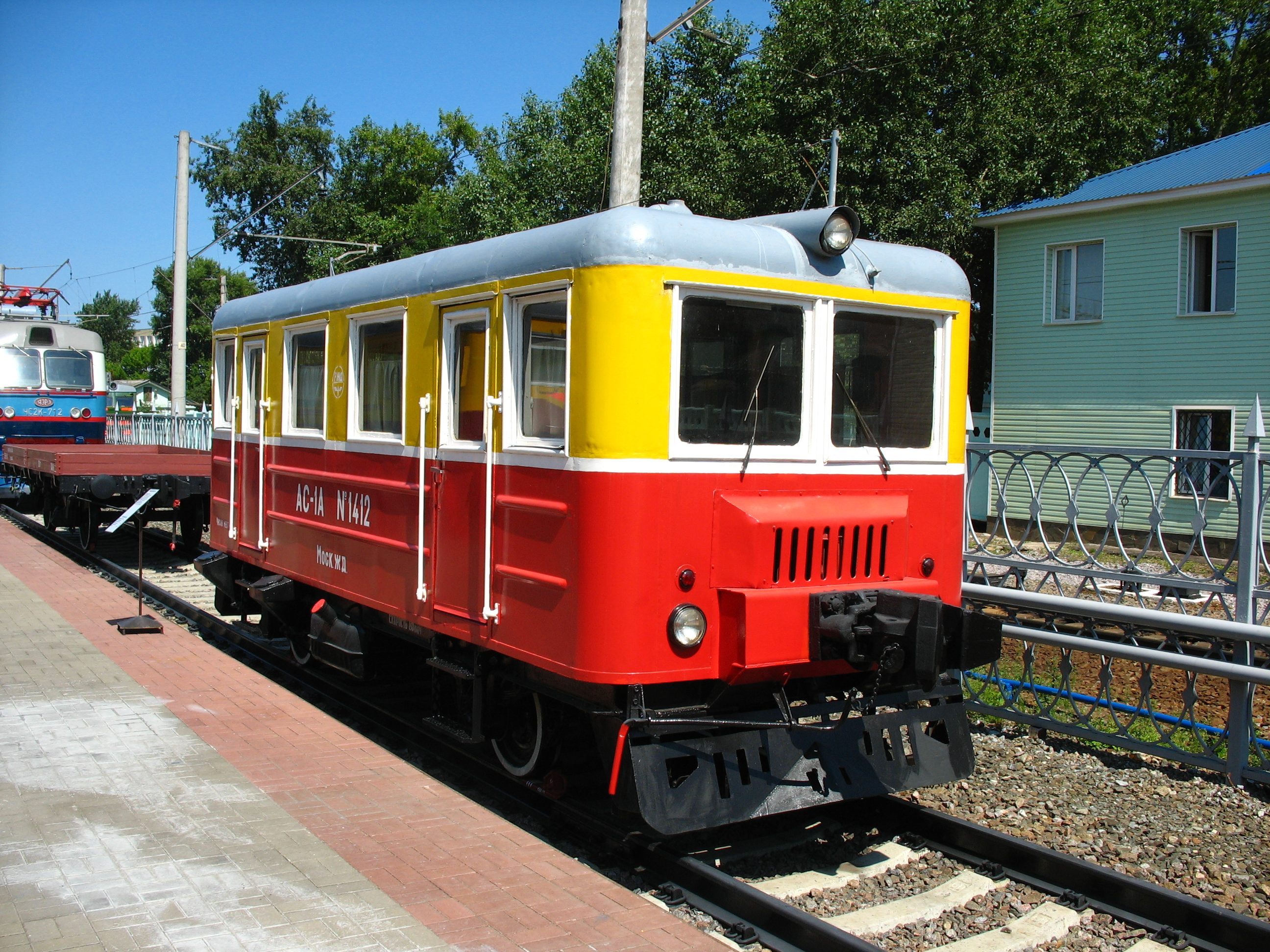
АС1А-1412 в музеї

Вал двигуна через чотириступінчасту коробку передач ГАЗ-51, реверс, карданний вал та осьовий редуктор з'єднані з рушійною колісною парою автомотриси. Передавальне відношення коробки передач на 1-й ступені — 1:6,40, на 2-й — 1:3,09, на 3-й — 1:1,69, на 4-й — 1 і на задній хід — 1 : 7,82. Передавальне відношення реверсу — 1:2,44, осьового редуктора — 1:1,58.
Автомотриса має колодкове гальмо (на обидві колісні пари) з пневматичним приводом. На автомотрисі є бак на 95 кг бензину. Навантаження від рушійною колісної пари — 5 т, від підтримуючої — 4 т. Швидкість автомотриси при швидкості обертання валу двигуна 2800 об/хв: на 1-й ступені — 12,8 км/год, на 2-й — 26,6 км/год, на 3-й — 48,5 км/год і на 4-й — 82,0 км/год. Остання швидкість є конструктивною.
Автомотриса обладнана 24 місцями для сидіння. Вантажопідйомність дорівнює 2,4 т. До автомотриси на пласкому профілі колії можна причепити рухомий склад вагою не більше 10 т.